# Coeliades keithloa
Coeliades keithloa là một loài bướm ngày thuộc họ Bướm nhảy. Nó được tìm thấy ở Ethiopia phía nam đến Nam Phi.
Sải cánh dài 58–64 mm đối với con đực and 61–66 mm đối với con cái. Con trưởng thành bay quanh năm ở những xứ ấm hơn với cao điểm vào cuối hè và mùa thu ở miền nam Africa.
Ấu trùng ăn một số loài thực vật khác nhau, bao gồm Barringtonia racemosa, Acridocarpus natalitius, Acridocarpus zanzibaricus, Acridocarpus glaucescens, Acridocarpus ristalitius, Dregea, Combretum và Byrsocarpus.

## Phụ loài
- Coeliades keithloa keithloa (from Mozambique to KwaZulu-Natal)
- Coeliades keithloa kenya Evans, 1937 (Kenya)
- Coeliades keithloa merua Evans, 1947 (Kenya)
- Coeliades keithloa menelik (Ungemach, 1932) (Ethiopia)